# Alexander Martinek
Alexander Martinek (Krems an der Donau, 25 aprile 1919 – 8 luglio 1944) è stato un calciatore tedesco, di ruolo portiere.